# Данилов, Борис Иванович
Борис Иванович Данилов (11 сентября 1929 — 4 июня 2020) — советский и российский балетмейстер, народный артист РСФСР (1979).

## Биография
Борис Иванович Данилов родился 11 сентября 1929 года.
С 1963 года начал заниматься постановками танцев.
В 1969 году возглавил в Архангельске молодёжное объединение, народный ансамбль песни и пляски, который получил название «Сиверко».
За 55 лет танцевальную и музыкальную школу «Сиверко» прошли более пяти тысяч юношей и девушек.
С ансамблем «Сиверко» гастролировал в России, Польши, Финляндии, Дании, Германии, Франции, Италии, Индии, Греции, Швейцарии, Великобритании и многих других странах. Похоронен на кладбище Южная Маймакса.

## Награды и премии
- Заслуженный артист РСФСР (1965)[1]
- Народный артист РСФСР (1979)
- Орден Почёта (2000)[2]
- Премия Правительства России «Душа России» в номинации «Народный танец» (2008)[3]
- Нагрудный знак «За заслуги перед городом Архангельском» (11 сентября 2014)[4]